# Eumidia papillosa
Eumidia papillosa är en ringmaskart som beskrevs av Addison Emery Verrill 1873. Eumidia papillosa ingår i släktet Eumidia och familjen Phyllodocidae. Inga underarter finns listade i Catalogue of Life.